# اوبرگوریگ
اوبرگوریگ (به آلمانی: Obergurig) یک شهر در آلمان است که در باوتسن واقع شده‌است. اوبرگوریگ ۲٬۲۴۱ نفر جمعیت دارد.